# Пам’ятний знак на честь будівництва дев’ятої доменної печі
Пам'ятний знак на честь будівництва дев'ятої доменної печі. Встановлено у 1974 року на Новодоменній площі (навпроти в'їзду в комплекс доменної печі) в Металургійному (Дзержинському) районі Кривого Рогу.

## Передісторія
30 червня 1972 року закладено перший бетон у центральний котлован комплексу доменної печі. 30 грудня 1974 року найбільша на той час домна світу № 9 видала першу партію чавуну. Пам'ятний знак споруджено за проєктом інженера В. А. Шульгіна, виготовлена на заводі «Криворіжсталь». Урочисте відкриття відбулося 7 листопада 1974 року.

## Пам'ятник
Пам'ятка розташована на прямокутному майданчику у центрі кільця Новодоменної площі, поряд з проїжджою частиною.
Композиція складається з половинок двох еліпсоподібних труб, пофарбованих у сірий колі, (велика вісь кожної 3,16 м, мала вісь — 2,8 м) різної висоти (першої (фасадної): 18,6 м, другої (тильної): 21,0 м). Половинки труб поставлені одна до одної на відстані 1,6 м та скріплені по центру на висоті 9,3 м прямокутної плитою помаранчевого кольору (висота плити 7,5 м, ширина 6 м). Конструкція опоясана на висоті 2,6 м металевою меморіальною таблицею, пофарбованою в білий колір, у вигляді кільця (діаметр кільця 10 м, висота 3 м). Внизу на огородженому бетонним бордюром прямокутному у плані заасфальтованому майданчику зафіксовані половинки труб за допомогою 6 спеціальних промислових кріплень, по три на кожну. Рельєфні написи містяться на фасадній половинці першої труби і на меморіальній таблиці. На трубі розміщено напис великими літерами, пофарбованими у білий колір: «ДП-9». На меморіальній таблиці — напис великими та маленькими літерами, пофарбованими в сірий колір, російською мовою: «Над проєктом работали 35 про- / ектных организаций страны / В сооружении печи принимали / участие 7 организаций / Минтяжстроя УССР / 12 организаций / Минмонтажспецстроя УССР / 7 организаций / Минэнерго СССР / Для сооружения комплекса: / вынуто 18067.0 тыс. м³ земли / уложено 261.4 тыс. м³ бетона / и железобетона / поставлено 830 тыс. тонн металлоконструкций / В поставке оборудования / принимали участие 1985 заводов / изготовителей СССР. / ОБЪЕМ 5000 м³ / МОЩНОСТЬ 4 млн тонн / чугуна в год / СТОИМОСТЬ строитель- / ства 337.0 млн рублей».